# Velorcey
Velorcey település Franciaországban, Haute-Saône megyében. Lakosainak száma 204 fő (2022. január 1.). Velorcey Conflans-sur-Lanterne, Abelcourt, Briaucourt, Meurcourt és Villers-lès-Luxeuil községekkel határos.

## Népesség
A település népessége az elmúlt években az alábbi módon változott:
| Lakosok száma | 226  | 221  | 219  | 209  | 204  | 204  | 201  | 203  | 204  |
|               | 2013 | 2015 | 2016 | 2017 | 2018 | 2019 | 2020 | 2021 | 2022 |